# Lumea Inelară
Lumea Inelară (1970) (titlu original Ringworld) este un roman science fiction scris de Larry Niven, care a primit mai multe premii: Hugo, Nebula și Locus. Acțiunea este stabilită în universul din Spațiul Cunoscut, univers considerat un clasic al literaturii științifico-fantastice. Romanul este urmat de trei continuări și precedat de alte patru romane, toate cu acțiunea stabilită în același univers. Romanul a primit Premiul Hugo în 1970, iar Premiile Nebula și Locus în 1972.

## Povestea
Romanul începe în anul 2855, odată cu aniversarea a 200 de ani de viață a lui Louis Gridley Wu. Acesta este contactat de un extraterestru pe nume Nessus, un Păpușar Pierson, o specie care deține cea mai avansată tehnologie din Spațiul Cunoscut, dar care a părăsit zona înaintea nașterii lui Louis. Nessus trebuie să angajeze trei exploratori pentru a îndeplini o misiune pe care el nu se încumetă să o ducă la îndeplinire, iar Louis este în capul listei candidaților.
După ce i se arată o imagine difuză a unei stele îndepărtate înconjurată de un inel, Louis semnează fără ezitare: inelul se dovedește a fi Lumea Inelară, o lume constituită dintr-o bandă circulară artificială care se rotește în jurul unei stele pentru a crea gravitație la suprafață. În fuga lor dinspre Nucleu, Păpușarii au descoperit acest artefact, iar cunoștințele celor care l-au creat îi înspăimântă. Astfel, Nessus a primit misiunea de a forma o echipă care să viziteze Lumea Inelară și să vadă dacă aceasta constituie o amenințare pentru specia lui. Plata pentru membrii expediției va fi Marele Șlem, nava extrem de rapidă descrisă în povestirea "At the Core", cu care Beowulf Shaeffer a călătorit spre Nucleul galactic și înapoi cu secole în urmă.
Al treilea membru al expediției este Kzin-ul Interlocutorul Animalelor, aparținând unei rase de prădători felini feroce care, în trecutul apropiat, a luptat într-o serie de războaie brutale cu omenirea, pierzând constant din cauza tendinței membrilor ei de a ataca înainte de fi complet pregătiți. Kzinul este un ucenic diplomat de rang inferior al ambasadei Kzinti de pe Pământ. El socotește că obținerea Marelui Șlem pentru Imperiul Kzinti este o realizare suficient de mare pentru a-i permite căpătarea unui nume ("Interlocutorul Animalelor" fiind doar o descriere literară, chiar peiorativă (pentru oameni), a funcției sale și nu numele său, care în cultura kzinti trebuie câștigat prin fapte), așa încât se angajează ca șef al securității.
Al patrulea membru este o femeie, Teela Brown, al cărei rol în cadrul misiunii nu este clar de la început. Dar Păpușarii nu fac nimic fără un motiv întemeiat, iar rolul ei se clarifică odată cu desfășurarea acțiunii: ea este rezultatul unui experiment secret al Păpușarilor pentru a da naștere unor oameni norocoși, ceea ce îi va fi de folos ei și urmașilor ei. Păpușarii cred că norocul ei va crește probabilitatea ca misiunea să fie încununată de succes, dar se va vedea destul de repede că norocul Teelei și cel al expediției rareori merg mână în mână.
Prima țintă a călătoriei o constituie lumea natală a Păpușarului, pe care Păpușarii o folosesc ca pe niște nave spațiale gigantice, pentru a-și muta civilizația cât mai departe de centrul galactic. Louis conduce Marele Șlem, în timp ce ceilalți se află în stază. Pe una dintre lumile Păpușarilor, echipajul află mai multe amănunte despre Lumea Inelară și se îmbarcă pe o altă navă, Ticălosul Mincinos, care să îi ducă acolo. Apropierea de Lumea Inelară le oferă o priveliște incredibilă: o mega-structură circulară care înconjoară o stea, un artefact cu mult mai mare decât o lume. Întreaga suprafață interioară conține peisaje asemănătoare celor pământene, cu oceane întregi mai mari decât Pământul. Între Lumea Inelară și soarele ei se află un alt inel format din pătrate (pe care expediția le numește pătrate de umbră), care orbitează în jurul soarelui mai lent decât Lumea Inelară, oferindu-i lumii artificiale de dedesubt un ciclul zi/noapte.
Niciuna dintre încercările membrilor expediției de a contacta Lumea Inelară nu are succes. Când nava lor este lovită de un sistem de apărare automat format din meteoriți, nimerind apoi într-unul dintre cablurile aproape invizibile ale pătratelor de umbră, vasul avariat se prăbușește pe Lumea Inelară, lângă un munte uriaș. Echipajul este obligat acum să caute un mod de a reveni în spațiu și, de asemenea, să își îndeplinească misiunea inițială, aflând cât mai multe despre Lumea Inelară.
Folosindu-și vehiculele zburătoare, ei încearcă să ajungă la marginea Inelului, unde speră să dea peste o tehnologie care să le fie de folos, dar acest drum le va lua luni de zile. În drumul lor, ei dau peste ființe umanoide, unele dintre diversele civilizații primitive ale Lumii Inelare, care trăiesc în ruinele orașelor cândva foarte dezvoltate și care cred că echipajul face parte dintre Inginerii Lumii Inelare. Ecosistemul se dovedește a fi foarte ciudat, avându-și originea pe diferite planete, inclusiv un câmp de floarea soarelui care concentrează lumina solară asupra oricărui intrus, pentru a-l ucide. Nessus este obligat să dezvăluie secretele Păpușarilor: aceștia au făcut experimente genetice atât asupra oamenilor (pentru noroc), cât și asupra Kzinilor (pentru a obține specimene mai docile). Dezvăluirile sunt întâmpinate cu ostilitate, iar Nessus este forțat să îi abandoneze pe ceilalți trei și să îi urmeze de la o distanță sigură.
Într-un oraș plutitor, ei descoperă o hartă a Lumii Inelare și filme cu civilizația la apogeul său. În timpul unei furtuni extrem de puternice, cauzată de aerul care scapă printr-o gaură produsă în podeaua Lumii Inelare de impactul cu un meteorit, Teela este aruncată într-o direcție necunoscută. Ceilalți doi sunt prinși de forțele de poliție automate și închiși în subsolul secției, unde se întâlnesc cu Halrloprillalar (Prill), o fostă membră a echipajului unei nave spațiale folosite pentru a face negoț între Lumea Inelară și alte lumi locuite. Nessus le vine în ajutor celor doi, convingând-o pe Prill să îi elibereze, ocazie cu care află povestea ei despre prăbușirea civilizației Lumii Inelare: o navă vizitatoare a adus un mucegai care distruge superconductorii, ceea ce a determinat închiderea turnurilor electromagnetice, care colectau energia generată de pătratele de umbră lovite de lumina solară. După dispariția electricității, civilizația s-a prăbușit.
Teela ajunge și ea la stația de poliție, însoțită de un "erou" local numit Căutătorul, care a ajutat-o să supraviețuiască. Louis concepe un plan pentru a putea părăsi Lumea Inelară: echipajul urmează să folosească secția de poliție ca vehicul pentru a călători înapoi la Ticălosul Mincinos. Teela și Căutătorul rămân pe Lumea Inelată, dar Prill vrea să meargă pe Pământ cu ceilalți trei. Cu ajutorul unui cablu al pătratelor de umbră căzut pe suprafața inelului după coliziunea cu nava lor, Louis leagă secția de poliție cu Ticălosul Mincinos și duce secția de poliție pe vârful muntelui uriaș (numit Pumnul-lui-Dumnezeu). Când ajung în vârf, se dovedește că muntele reprezintă craterul de impact al unui meteorit care a lovit spatele inelului, împingând "muntele" în sus din podeaua inelului și a creat o spărtură prin care a trecut. Astfel, vârful muntelui, aflat deasupra atmosferei Lumii Inelare, constituie o trecere către stele, iar Louis conduce secția de poliție și Ticălosul Mincinos peste margine. Echipajul urmează să folosească motorul încă intact al navei pentru a ajunge acasă.

## Concepte

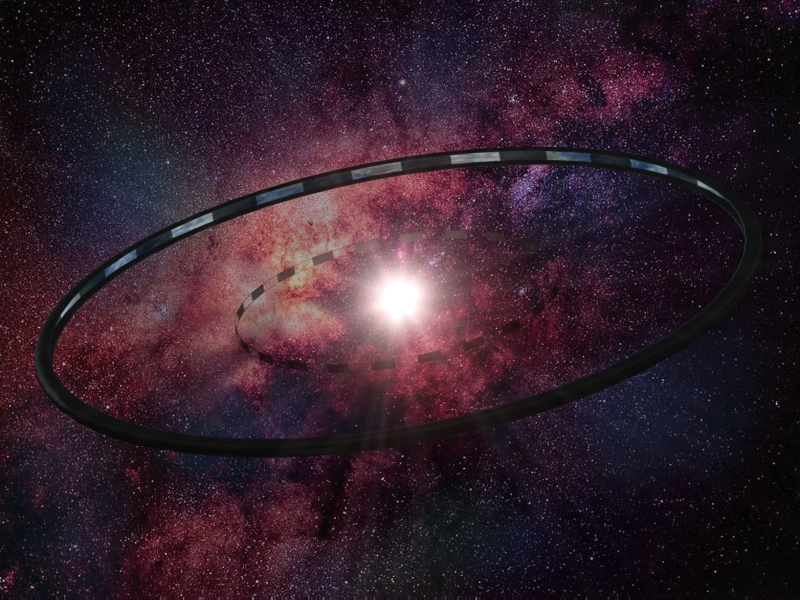
Lumea Inelară

În afară de cei doi extratereștri, Niven folosește o serie de alte concepte din povestirile sale a căror acțiune se petrece în Spațiul Cunoscut:
- Carcasa tip Produs General a Păpușarilor, inaccesibilă oricărei forțe cunoscute cu excepția luminii vizibile și gravitației și care nu poate fi distrusă decât de antimaterie.
- Câmpul de stază de tip Slaver, care oprește curgerea timpului într-un volum închis; deoarece timpul s-a oprit pentru orice acțiuni și scopuri ale unui obiect aflat în stază, în acest câmp nu se poate întâmpla nimic rău.
- Ideea că norocul este o trăsătură genetică care poate fi favorizată de înmulțirea selectivă.
- Taspul, un dispozitiv care induce o stare de plăcere extremă în centrul plăcerii din creier prin simpla apăsare a unui buton; este folosit ca metodă de a debilita ținta și creează dependență. Dacă, dintr-un motiv anume, subiectul nu poate ajunge la dispozitiv, poate apărea o depresie acută capabilă să conducă la nebunie sau suicid.
- Elixirul, un drog care prelungește viața umană până aproape de nemurire.
- Armură de impact, o îmbrăcăminte cu formă flexibilă care se întărește instantaneu, devenind mai dură decât oțelul, când este deformată rapid - este similară anumitor tipuri de veste antiglonț.
- Hiperpropulsia, care permite călătoria cu viteze superluminice, dar cu o rată suficient de mică (1 an lumină în 3 zile ~125c) pentru ca galaxia să rămână vastă și necunoscută; noul hiperpropulsor Quantum II, proiectat de Păpușari și încă necunoscut oamenilor, poate parcurge un an lumină în doar 1,25 minute (~425.000c).
- Teleportarea aproape instantanee este posibilă cu ajutorul cabinelor de transfer (pe Pământ) și a discurilor de pășit (pe lumea natală a Păpușarilor); pe Pământ, din cauza călătoriilor instantanee, simțul poziționării globale și a locurilor s-a pierdut, iar orașele și culturile s-au amestecat.
- O temă bine prezentată în roman este aceea a culturilor care trec printr-o prăbușire tehnologică, care îi determină să revină la sisteme de credință similare religiei. Majoritatea societăților Lumii Inelare au uitat că trăiesc pe o structură artificială și atribuie fenomenele lumii lor puterii divine.

## Eroare științifică în prima ediție
În primul capitol al ediției originale paperback a Lumii Inelare, Louis Wu se teleporta spre est pentru a-și prelungi ziua de naștere. În realitate, mergând în această direcție ar fi ajuns mai târziu, nu mai devreme. Niven a fost "tachinat fără încetare" în legătură cu această greșeală, pe care a corectat-o în edițiile ulterioare, în care Wu se teleportează spre vest.
În dedicația scrisă la începutul continuării din 1980, Inginerii Lumii Inelare, Niven a scris: "Dacă aveți prima ediție din Lumea Inelară, cea cu greșeli în ea, trebuie să știți că valorează acum o avere."

## Variante
"Lumea Inelară", sau, mai familiar, "Inelul Niven", a devenit un termen generic pentru o structură de acest gen, fiind un exemplu pentru ceea ce fanii science fiction numesc un "Obiect gigantic năucitor", sau o mega-structură. Alți autori de science fiction au creionat propriile variante de Lumi Inelare, cum ar fi Orbitalele Culturii lui Iain M. Banks, descrise ca Lumi Inelare miniaturale, precum și mega-structura Halo din jocul video Halo.

## Film
Larry Niven a anunțat în 2001 că a semnat un contract de film, proiectul aflându-se în faza de proiectare preliminară. Au mai existat și alte tentative abandonate de a ecraniza romanul. În 2004, Sci Fi Channel a anunțat că lucrează la o serializare a Lumii Inelare.